# Tectaria subcaudata
Tectaria subcaudata là một loài thực vật có mạch trong họ Dryopteridaceae. Loài này được (Alderw.) C. Chr. miêu tả khoa học đầu tiên năm 1934.